# Tip 73
Mitsubishi Tip 73 je japanski oklopni transporter. Rad na projektu oklopnog transportera Tip 73 započeo je 1967. godine u tvrtci "Mitsubishi Heavy Industries", a od 1974. do kraja serijske proizvodnje 1989. godine izrađeno je ukupno 225 primjeraka. Vozilo je razvijeno kao nasljednik transportera SU 60 u naoružanju japanskih oružanih snaga.

## Opis
U prednjem dijelu oklopnog tijela je mjesto vozača, opremljeno s tri periskopa za promatranje. S njegove desne strane smješten je član posade koji upravlja strojnicom 7,62 mm ugrađenim na prednjoj kosoj ploči (polje djelovanja 30°), a iza njih se nalazi motor i mjesto zapovjednika. Prostor u zadnjem dijelu tijela predviđen je za smještaj devet vojnika s punom opremom, koji mogu pucati kroz šest puškarnica. Desant napušta vozilo kroz otvore na krovu i na zadnjoj strani oklopnog tijela.

## Naoružanje
Na krovu transportera s lijeve strane je postavljena kupola sa strojnicom Browning M2HB kalibra 12,7 mm, kojim se može upravljati iz unutrašnjosti vozila. Polje djelovanja po elevaciji je od -10° do +60°, a pokretanje po pravcu je neograničeno. Na prednjoj ploči ugrađena je i 7.62 mm strojnica. Standardna oprema podrazumeva uređaje za NHB zaštitu, pasivne periskope za noćno promatranje i šest bacača dimne zavjese.

## Oklop
Oklop je napravljen od aluminija.

## Pokretljivost
Za pogon se koristi zrakom hlađen V4 Dieselov motor Mitsubishi 4ZF snage 300 ks pri 2200 okretaja u minuti. U slučaju kvara motor je moguće zamijeniti za manje od 30 minuta. Kao i sva ostala japanska oklopna vozila, Tip 73 ima prilično mali domet kretanja, svega 300 km. Vozilo se uz korištenje posebnog kompleta može osposobiti za savladavanje vodene prepreke plovljenjem brzinom do 7 km/h.